# Cesare Borgia
Cesare Borgia (n. 13 septembrie 1475, Sublacum, Statele Papale – d. 12 martie 1507, Viana⁠(d), Q9056394⁠(d), Regatul Navarei) Duce de Valentinois, a fost un nobil, condottiero, om politic și cardinal spaniol. A fost fiul papei Alexandru al VI-lea și al amantei sale, Vannozza dei Cattanei. A fost fratele Lucreției Borgia, al lui Giovanni Borgia, Duce de Gandia, și Gioffre Borgia, prinț de Squillace. A fost pe jumătate frate cu Don Pedro Luis de Borja (1460–1481) și Girolamo de Borja, copii ale unor mame necunoscute.

## Originea și primii ani ai vieții
Precum aproape toate aspectele vieții lui Cesare Borgia, data nașterii este un subiect de disputǎ. Cu toate acestea, el era de origine spaniolǎ, născut în Roma, fie în 1475 sau 1476, primul fiu al cardinalului Rodrigo de Lanzol y Borgia (care avea să devină papa Alexandru al VI-lea) și al amantei sale, Vannozza dei Cattanei. Familia Borgia a venit inițial din Vechiul Regat al Valenciei (înainte de a fi integrat în Regatul Spaniei) și a crescut până la proeminență în mijlocul secolului al XV-lea, când marele unchi al lui Cesare, Alonso Borgia (1378-1458), episcop al Valenciei, a fost numit papa Calixt al III-lea în 1455. Tatăl lui Cesare, papa Alexandru al VI-lea a fost primul papă care a recunoscut în mod deschis că a avut copii cu o amantă.
Având ochi căprui și părul negru, Cesare a fost recunoscut ca fiind un copil frumos și a ajuns să fie iute de picior, un bărbat înalt, frumos, de o ambiție fără limite, la fel ca tatăl său.

## Carieră

### Biserică
Cesare a fost inițial antrenat pentru o carieră în biserică, fiind numit episcop de Pamplona la vârsta de 15 ani. Cesare a făcut școala în Perugia și Pisa, unde a studiat dreptul. În timp ce tatăl său aspira la rangul de papă, Cesare a fost numit cardinal la vârsta de 18 ani. Tatăl său, papa Alexandru al VI-lea, și-a pus speranțele familiei Borgia în fratele lui Cesare, Giovanni, care a fost numit căpitan-general al forțelor papale. Giovanni a fost asasinat în 1497 în circumstanțe misterioase, unele surse sugerând cum că Cesare ar fi fost ucigașul, deoarece dispariția lui Giovanni i-ar fi deschis în final o lung așteptată cariera în armată.
Pe data de 17 august 1498, Cesare a devenit prima persoană din istorie care a demisionat din funcția de cardinal. În aceeași zi regele Franței Ludovic al XII-lea l-a numit pe Cesare Duce de Valentinois.

### Armată
Cariera lui s-a bazat pe abilitatea tatălui său de a distribui patronajul și de asemenea pe alianța cu Franța (întărită de căsătoria lui cu Charlotte d'Albret), în cursul războaielor italiene.
În acest moment, Alexandru a decis să profite de această situație favorabilă și i-a oferit lui Cesare un stat de-al său din nordul Italiei. În acest scop, el a declarat că toți vicarii săi din Romagna și Marche aveau să fie demiși, deși, în teorie, acești conducători erau independenți sau dependenți de alte state, de generații. Din punctul de vedere al cetățenilor, vicarii erau cruzi și neînsemnați. Când Cesare a luat în cele din urmă puterea, conducerea sa fost privită de către cetățeni ca o mare îmbunatățire.
Cesare a fost numit comandant al armatelor papale cu un număr de mercenari italieni, susținut de 300 de cavalerie și de 4000 de infanterie Elvețiană trimiși de regele Franței. Prima sa victimă a fost Caterina Sforza (mama lui Giovanni dalle Bande Nere, un condottiero al familiei Medici) conducătoare de Imola și Forlì. În ciuda faptului că a fost defavorizat de către trupele sale franceze după cucerirea celor două orașe, Cesare s-a întors la Roma pentru a sărbători un triumf și de a primi titlul de Gonfalonier Papal de la tatăl său. În 1500, punerea în funcție a douăsprezece noi cardinali i-a acordat papei destui bani pentru a-i angaja lui Cesare pe următorii condottieri: Vitellozzo Vitelli, Gian Paolo Baglioni, Giulio și Paolo Orsini, și Oliverotto da Fermo, care au reluat campania lui Cesare în Romagna.

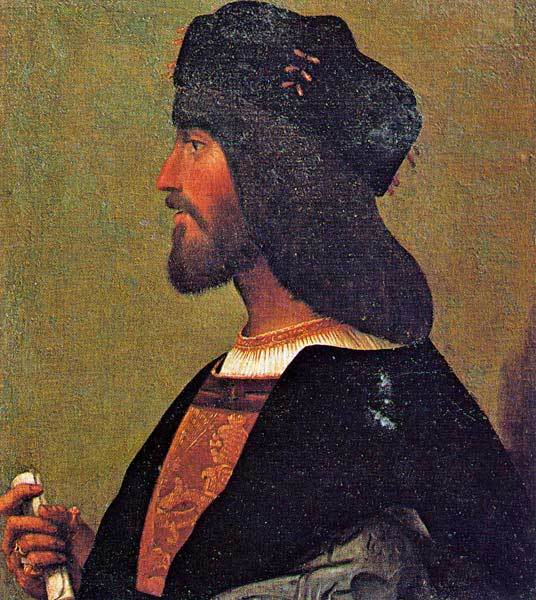
Cesare Borgia într-un tablou pictat probabil de Bartolomeo Veneto.

Giovanni Sforza, primul soț al surorii lui Cesare, Lucrezia, a fost curând alungat din Pesaro; Pandolfo Malatesta a pierdut Rimini; Faenza a capitulat, tânărul ei conducător fiind înecat în râul Tibru la ordinul lui Cesare. În mai 1501 Cesare a fost numit Duce de Romagna. Angajat de către Florența, Cesare a adăugat ulterior orașul Piombino la pământurile sale.
În timp ce condottieri săi au preluat comanda asediului asupra Piombino (care s-a încheiat în 1502), Cesare a comandat trupele Franceze în asediul din Napoli și Capua apărat de către Prospero Colonna și Fabrizio Colonna. Pe data de 24 iunie 1501 trupele sale au luat-o cu asalt pe cea din urmă, cauzând prăbușirea puterii aragoneze din sudul Italiei.
În iunie 1502 s-a îndreptat către Marche, unde a fost reușit să captureze Urbino și Camerino prin trădare. Următorul pas ar fi fost Bologna, dar condottieri săi, în special Vitellozzo Vitelli și frații Orsini, temându-se de cruzimea lui Cesare, au realizat un complot împotriva sa.Guidobaldo da Montefeltro și Giovanni Maria da Varano s-au întors în Urbino și Camerino și Fossombrone revoltați. Faptul că supușii săi erau fericiți de guvernarea sa, însemna că adversarii săi trebuiau să muncească mai mult decât și-ar fi dorit.
În final, Cesare și-a retras generalii săi loiali la Imola unde a așteptat ca slaba alianță a inamicilor săi să se prăbușească. Cesare a solicitat o reconciliere dar și-a întemnițat proprii condottieri în Senaglia după care i-a executat, faptă descrisă ca fiind "înșelăciunea minunată" de Paolo Giovio

## Moarte
Deși a fost un general și un om politic extrem de capabil, Cesare avea probleme cu menținerea domeniului său, fără patronajul papal. Niccolò Machiavelli citează dependența lui Cesare de bunăvoința papalității, aflată sub controlul tatălui său, urmând să fie slăbiciunea principală a domniei sale, susținând că, dacă Cesare ar fi putut să câștige favoarea noului  
papă, el ar fi fost un domnitor de mare succes. Vestea morții tatălui său (1503) a ajuns la Cesare în timp ce acesta plănuia cucerirea Toscanei. În timp ce el se afla în convalescența în Castelul Sant'Angelo, trupele lui controlau conclavul. 
Noul Papă, Pius al III-lea, l-a susținut și l-a reconfirmat ca și Gonfalonier, dar după un scurt pontificat de 26 zile, acesta a murit. Ascensiunea dușmanului de moarte al Familiei Borgia, cardinalul Giuliano Della Rovere, i-a cauzat în final ruinǎ.
În timp ce se deplasa către Romagna, pentru a înăbuși o revoltă, Cesare Borgia a fost capturat și întemnițat de către Gian Paolo Baglioni lângă Perugia. Toate pǎmânturile sale au fost luate de către Statele Papale. Exilat în Spania, în 1504, el a fost închis în castelul La Mota, Medina del Campo, din care a scăpat și i s-a alăturat cumnatului sǎu, regele Ioan al III-lea de Navarra. Regina Spaniei, Juana, a pus un preț pe capul lui. A murit în asediul de la Viana în Spania în noaptea dintre 11 și 12 martie 1507.

## Rămășițe
Cesare fusese înmormântat inițial într-un mormânt din marmură sub altarul Bisericii Santa Maria din oraș cu o inscripție: „Aici sălășluiește într-un petec de pământ cel care a fost temut de către toți, care a ținut pacea și războiul în mâna sa”. În 1537, episcopul de Calahorra a ordonat ca mormântul să fie distrus și rămășițele să fie transferate într-un loc neconsacrat în afara bisericii. În 2007, Fernando Sebastian Aguilar, Arhiepiscop de Pamplona, a permis ca rămășițele să fie mutate înapoi în biserică în ziua de dinaintea comemorării a 500 de ani de la moartea lui Cesare Borgia.

## Viața personală
Pe data de 10 mai 1499, Cesare s-a căsătorit cu Charlotte d'Albret (1480 - 11 martie 1514), sora lui Ioan al III-lea de Navarra. Au fost părinții unei fiice, Louise Borgia, Ducesa de Valentinois, (1500 - 1553) care s-a măritat prima oară cu Louis al II-lea de La Trémouille, guvernator de Burgundia, și apoi cu Phillipe de Bourbon (1499 - 1557), Seigneur de Busset.
Cesare a fost, de asemenea, tatăl a cel puțin 11 copii nelegitimi, printre ei Girolamo Borgia, care s-a căsătorit cu Isabella Contessa di Carpi, și Lucrezia Borgia, care, după moartea lui Cesare, a fost mutată la Ferrara la curtea mătușii ei, Lucrezia Borgia.

## Cultura popularǎ

### Filme
- Lucrezia Borgia (1926)
- Lucrèce Borgia (1935)
- Ducele întunecat (1961)
- Mireasa răzbunării (1948)
- Prince of Foxes (1949)
- Otrăvuri, sau istorie universală de otrăvire (2001)
- Borgia (2006)

### Televiziune
- The Borgias (2011)
- Borgia (2011)

### Literatură
- Principele de Niccolò Machiavelli
- Familia de Mario Puzo
- Contele de Monte-Cristo de Alexandre Dumas menționează multe teorii ale conspirației bazate pe Borgia
- The Borgia Bride de Jeanne Kalogridis
- Cantarella manga de You Higuri
- Caesar Borgia de Nathaniel Lee
- Artistul, Filozoful, și Războinicul de Paul Strathern
- Antihristul (1895) de Friedrich Nietzsche
- Mirror Mirror de Gregory Maguire
- Steagul taurului de Rafael Sabatini (ficțiune)
- Testamentul Borgia de Nigel Balchin
- Poftele familiei Borgia de Marcus Van Heller
- Orașul lui Dumnezeu, o novelă a familiei Borgia de Cecelia Holland
- Atunci și acum de W. Somerset Maugham
- Cesar and Lucrezia Borgia (2009) de Robert Lalonde la at http://www.archive.org/details/EveryonesDeathCesar
- Vulturul este o pasăre răbdătoare de James Hadley Chase se referă la un inel care aparținea lui Borgia
- Conjurația lui Machiavelli de Michael Ennis

Cesare Borgia este menționat în romanul "Înșelătoria familiei Borgia" de Robin Eduards.

### Jocuri Video
Cesare Borgia iși face apariția in jocul video Assassin's Creed: Brotherhood produs de către Ubisoft Montreal. Acesta apare ca principalul antagonist, fiind Căpitan-General al Armatei Papale în Roma și care poruncește un atac asupra castelului-oraș Monteriggioni, casa protagonistului Ezio Auditore da Firenze.